# チェ・ユニョン (アナウンサー)
崔允瑛（チェ・ユニョン、최윤영、1977年9月12日 - ）は、大韓民国の女性アナウンサー。1999年に韓国教育放送公社 (EBS) のリポーターとしてデビューし、2000年公開の映画『イルマーレ』（原題『時越愛 (시월애)』）に助演者として出演するなどした後、2001年にMBC（文化放送）へアナウンサーとして入社した。2012年8月、子育てのためにMBCを退社した。その後、EBSにアナウンサーとして復帰し、平日夕方の子育て番組『생방송 60분 부모』（仮訳『生放送60分父母』）の司会を務めている。

## 経歴

### ニュース
- MBCニュースデスク

### 芸能番組
- 출발! 비디오 여행（仮訳：「出発！ ビデオ旅行」）

### 教養番組
- 생방송 오늘 아침（仮訳：「生放送 今日の朝」）
- 최윤영의 세계 다큐 기행（仮訳：「チェ・ユニョンの世界ドキュメンタリー紀行」）
- 희망특강 파랑새（仮訳：「希望特講 青い鳥」）
- W
- 아주 특별한 아침（仮訳：「とっても特別な朝」）
- 네버 엔딩 스토리（仮訳：「ネバーエンディングストーリー」）
- 에너지（仮訳：「エネルギー」）
- 꼭 한 번 만나고 싶다（仮訳：「ぜひ一度会いたい」）
- 와 E 멋진 세상（仮訳：「おいで E 素敵な世の中」）

### ラジオ
- 최윤영의 프리 스테이션（仮訳：「チェ・ユニョンのフリーステーション」）
- 최윤영의 영화 음악（仮訳：「チェ・ユニョンの映画音楽」）